# Caloplaca arcis
Caloplaca arcis är en lavart som först beskrevs av Poelt & Vezda, och fick sitt nu gällande namn av Arup. Caloplaca arcis ingår i släktet orangelavar och familjen Teloschistaceae.  Arten är reproducerande i Sverige. Inga underarter finns listade i Catalogue of Life.